# Regnperiod

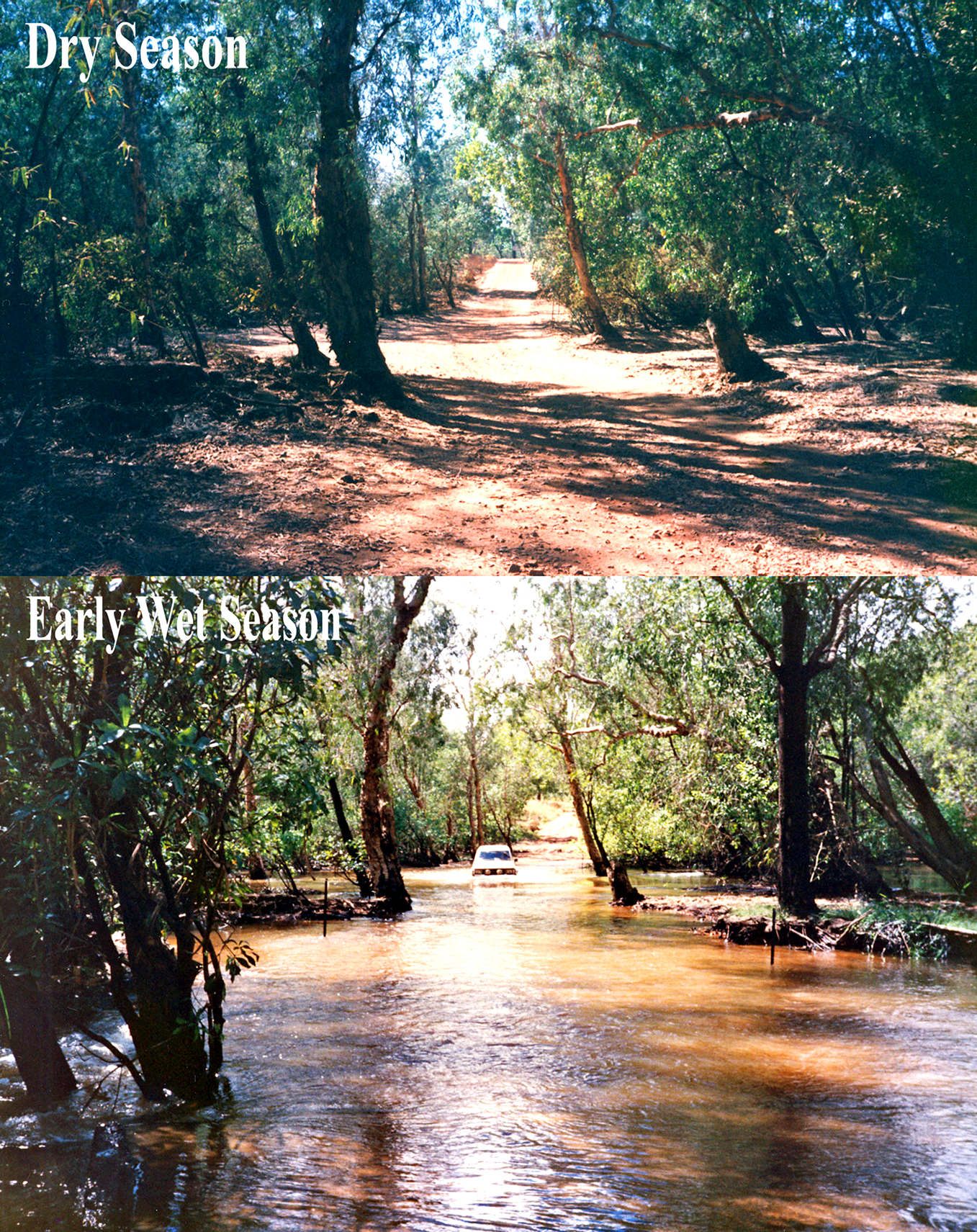
Finnis river i norra Australien under torrperioden (övre bilden) och tidig regnperiod (nedre bilden).

Regnperiod eller regntid är den period på året som brukar ha mest nederbörd. Begreppet används för områden med tropiskt klimat och ibland subtropiskt klimat, där temperaturskillnaderna mellan sommar och vinter är mindre påtagliga än i tempererat klimat.